# Arcadiopolis in Asia
Arcadiopolis in Asia (łac. Diœcesis Arcadiopolitanus in Asia) – stolica historycznej diecezji w Cesarstwie Rzymskim (prowincja Azja), współcześnie w Turcji). Pierwszym znanym biskupem tej diecezji jest Aleksander (V wiek). Od XVII wieku katolickie biskupstwo tytularne, od 1977 nieobsadzone. W latach 1824–1845 biskupem tytularnym tej diecezji był bp Mateusz Maurycy Wojakowski, biskup pomocniczy lubelski.

## Biskupi tytularni
| Lp. | Biskup                        | Od                   | Do                  |
| --- | ----------------------------- | -------------------- | ------------------- |
| 1   | Guillaume Gifford OSB         | 22 października 1617 | 5 grudnia 1622      |
| 2   | Miguel Pérez Cevallos         | 21 stycznia 1660     | 2 października 1681 |
| 3   | Friedrich Karl von Schönborn  | 19 maja 1710         | 30 czerwca 1729     |
| 4   | Julius Nicolaus Torno         | 7 grudnia 1744       | 1756                |
| 5   | Giovanni Pietro Galletti OSB  | 22 sierpnia 1763     | 12 listopada 1775   |
| 6   | Mateusz Maurycy Wojakowski    | 20 grudnia 1824      | 7 lutego 1845       |
| 7   | Vincenzo Spaccapietra CM      | 19 listopada 1852    | 17 kwietnia 1855    |
| 8   | Henri-Marie Amanton OP        | 10 marca 1857        | 11 marca 1865       |
| 9   | James Lynch CM                | 31 sierpnia 1866     | 5 marca 1888        |
| 10  | William Gordon                | 28 grudnia 1889      | 16 czerwca 1890     |
| 11  | Emilio Alfonso Todisco Grande | 11 lipca 1892        | 12 czerwca 1893     |
| 12  | Theophilus Mayer MHM          | 31 lipca 1894        | 9 września 1900     |
| 13  | Célestin-Henri Joussard OMI   | 11 maja 1909         | 20 września 1932    |
| 14  | Basil Losten                  | 15 marca 1971        | 20 września 1977    |